# Stelian Petrescu
Stelian Petrescu (ur. 16 maja 1968) – rumuński judoka.
Startował w Pucharze Świata w 1990 i 1991. Brązowy medalista mistrzostw Europy w 1990; piąty w 1991 roku.